# Pour la Géorgie
Pour la Géorgie (géorgien : საქართველოსთვის) est un parti politique géorgien fondé en 2021. Il est fondé par l'ancien Premier ministre de Géorgie, Guiorgui Gakharia.

## Positionnement politique
Selon le site Europe Elects, Pour la Géorgie est un parti centriste. Il est en faveur de l'intégration européenne de la Géorgie et est affilié au Parti populaire européen.